# Haematopota tiomanensis
Haematopota tiomanensis är en tvåvingeart som beskrevs av Stone och Philip 1974. Haematopota tiomanensis ingår i släktet Haematopota och familjen bromsar. Inga underarter finns listade i Catalogue of Life.